# 파이널 판타지 XVI
《파이널 판타지 XVI》은 스퀘어 에닉스가 제작한 액션 롤플레잉 게임이다. 《파이널 판타지》 본편 시리즈의 열여섯 번째 작품으로 플레이스테이션 5로 개발돼 2023년 6월 22일 출시됐다.
마법의 에너지원인 크리스털을 둘러싼 국가 간 분쟁이 빈번한 대지 '발리스제아'가 게임의 무대이다. 소환수의 힘이 깃든 도미넌트를 사용한 전쟁이 발발하고 전대륙에 퍼지는 신종 질병으로 인해 전란의 소용돌이가 가속화하자, 로자리아 공국의 왕자인 주인공 클라이브 로즈필드가 사건의 원인을 밝혀 복수하는 내용을 다뤘다.
2015년부터 구상개발 단계에 접어들었으며 제작진에는 프로듀서 요시다 나오키, 기획자 타카이 히로시, 원화가 미나가와 히로시 및 타카하시 카즈야, 총괄제작자 마에히로 카즈토요, 작곡가 소켄 마사요시, 그리고 전투 디자이너 스즈키 료타가 있다.

## 개발
《파이널 판타지 XVI》의 제작은 스퀘어 에닉스 제3개발사업부가 전담했으며, 이는 온라인 게임 《파이널 판타지 XIV》의 개발 및 운영을 맡는 곳이다. 게임 프로듀서는 《파이널 판타지 XIV》의 프로듀서 및 디렉터인 요시다 나오키가 맡았으며, 디렉터는 《사가》 시리즈 및 《더 라스트 램넌트》의 제작자였던 타카이 히로시이다.

## 반응
플레이스테이션 5판 《파이널 판타지 XVI》는 리뷰 애그리게이터 웹사이트 메타크리틱에서 87/100점을 기록해 "대체적으로 긍정적인 평가"를 받았다. 오픈크리틱에서는 88/100점을 기록했으며 92%가 게임을 추천했다.

## 참조

### 내용주
1. ↑  영어: Final Fantasy XVI, 일본어: ファイナルファンタジーXVI
2. ↑  Based on 140 reviews, 130 of which is classified as "positive" and the remaining 10 as "mixed".[4]